# Frontera entre Kenia y Uganda
La frontera entre Uganda y Kenia es el límite que separa a Uganda y a Kenia.

## Trazado
Con una longitud de 933 km, la frontera se orienta aproximadamente de norte a sur, con Uganda al oeste y Kenia al este. Conecta dos trifinios: al norte, donde se encuentran los dos países y Sudán del Sur (4° 13' 00" N, 34° 00' 00" W), y al sur, al que los dos países se unen a Tanzania (1° 00' 00" S, 33° 55' 00" W). Este último se encuentra en el lago Victoria.
Hay puntos de paso de Busia a Malaba.

## Historia
Una breve crisis enfrentó a los dos países en diciembre de 1987 por el transporte de productos ugandeses a través de la frontera. Esto fue cerrada brevemente por las autoridades de Kenia. Los incidentes habrían causado la muerte de 15 ugandeses antes de que el presidente Daniel arap Moi y Yoweri Museveni se reunieran en Malaba para desarrollar medidas para poner fin a la crisis y reabrir la frontera.
Migingo, una isla en el lago Victoria, fue el centro de una disputa entre los dos países entre 2008 y 2009. Considerado keniana desde 1926, no obstante, fue reivindicada por Uganda con el fin de beneficiarse de los lucrativos derechos de pesca asociados. Esta disputa se decidió a favor de Kenia.